# École nationale supérieure des sciences appliquées et de technologie de Lannion
Die École nationale supérieure des sciences appliquées et de technologie de Lannion (ENSSAT) ist eine französische Ingenieurhochschule, die 1986 gegründet wurde.
Die Schule bildet Ingenieure in vier Fachrichtungen aus: Informatik, Photonik, digitale Systeme und Multimedia-Informatik und -Netzwerke.
Die ENSSAT mit Sitz in Lannion ist eine öffentliche Hochschule. Die Schule ist Mitglied der Universität Rennes 1.

## Berühmte Lehrer
- Manfred Trümper (1934–2024), ein deutscher Theoretischer Physiker, die sich insbesondere mit Allgemeiner Relativitätstheorie (ART) befasst hat